# 塞纳河畔梅里
塞纳河畔梅里（法語：Méry-sur-Seine，法語發音：[meʁi syʁ sɛn]）是法国奥布省的一个市镇，属于塞纳河畔诺让区。

## 地理
塞纳河畔梅里（48°30'38"N, 3°53'22"E）面积12.42 平方千米，位于法国大東部大區奥布省，该省份为法国中北部省份，北起马恩省，西接塞纳-马恩省，西南至约讷省，东南至科多尔省，东临上马恩省。
与塞纳河畔梅里接壤的市镇（或旧市镇、城区）包括：沙尔尼勒巴绍、沙特尔、德鲁圣玛丽、奥布河畔隆格维尔、梅格里尼、圣乌尔夫、瓦朗圣乔治。

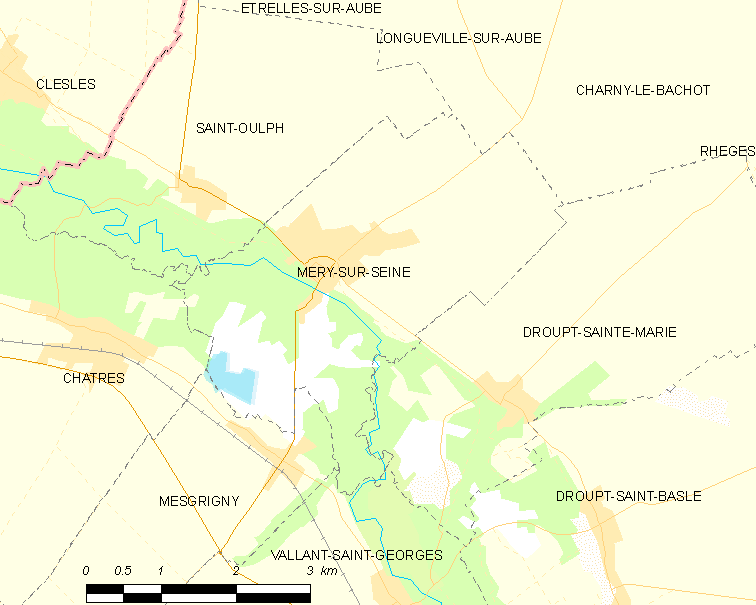
塞纳河畔梅里的OSM定位图

塞纳河畔梅里的时区为UTC+01:00、UTC+02:00（夏令时）。

## 行政
塞纳河畔梅里的邮政编码为10170，INSEE市镇编码为10233。

## 政治
塞纳河畔梅里所属的省级选区为特鲁瓦附近克勒内县。

## 人口

1962-2008年间塞纳河畔梅里人口变化图示

塞纳河畔梅里于2022年1月1日时的人口数量为1442人。